# Partido Comunista de Cataluña
No debe confundirse con el Partit Comunista Català, fundado en 1928 y sin relación con el PCC.
El Partido Comunista de Cataluña  (en catalán: Partit Comunista de Catalunya, abreviado PCC) fue un partido político español de ámbito catalán y de ideología comunista que existió entre 1932 y 1936, durante el período de la Segunda República.

## Historia
El PCC fue fundado en el verano de 1932 como el referente en Cataluña del Partido Comunista de España (PCE).
Sustituyó a la Federación Comunista Catalano-Balear (FCCB) que se había separado del PCE y había fundado el Bloque Obrero y Campesino (BOC) juntamente con el Partido Comunista Catalán. El PCC fue fundado por miembros expulsados del BOC y antiguos militantes de la FCCB, como Antonio Sesé o Hilario Arlandis. Sesé, de hecho, fue considerado miembro del sector «ortodoxo».
A partir de 1935 asumió la dirección Miquel Valdés y la organización de Ramon Casanellas, que quería cooperar con otras fuerzas socialistas catalanas. Cuando se formó el Partido Obrero de Unificación Marxista (POUM) una parte de los miembros del BOC que no se incorporaron, se unieron al PCC. Su formación juvenil fue la Unió de Joventuts Comunistes de Catalunya. En ese mismo año surgió la publicación Lluita, órgano de comunicación del partido, de escaso recorrido.
En julio del 1936 se fusionó con otros partidos para fundar el Partido Socialista Unificado de Cataluña (PSUC), que virtualmente pasó a ser el referente catalán del PCE.